# Premodernism
Premodernism är en vagt definierad filosofisk och kulturell strömning, som lämpligen kan definieras i motsättning till modernism och postmodernism. Premodernismen kännetecknas av en tro på bestående transcendenta värden och sanningar. Premodernismen vänder sig emot såväl modernismens positivism och naturalism, som postmodernismens relativism. Många religioner, men även många klassiska filosofiska system, kan sägas företräda olika former av premodernism.